# Аугсбергер, Франц
Франц Ксавьер Йозеф Мария Аугсбергер (нем. Franz Xaver Josef Maria Augsberger; 10 октября 1905, Вена — 10 марта (по другим данным, 19 марта) 1945, Нойштадт, Верхняя Силезия) — бригадефюрер СС и генерал-майор войск СС (21 июня 1944).
Родился в семье владельца отеля в Австрии. Получил инженерное и архитектурное образование. Участвовал в деятельности антисемитского и антиреспубликанского Штирийского отечественного союза, в австрийском нацистском движении. Член НСДАП с 30 октября 1930 года (№ 360 700). С 1930 по 20 апреля 1932 состоял в СА. В 1933 году переехал из Австрии в Германию.
В 1945 году во главе своей дивизии воевал в Силезии. Дивизия отличилась во время обороны Оппельна, в связи с чем её командир был награждён Рыцарским крестом Железного креста. При прорыве из окружения возглавил одну из трёх боевых групп и погиб в бою.

## Член СС

### Чины
- С 20 апреля 1932 — член СС (№ 139 528).
- С 1933, после переезда в Германию, состоял в «Общих СС».
- С 20 апреля 1934 — унтершарфюрер СС.
- С 1 июня 1934 — обершарфюрер СС.
- С 1 (или 20) апреля 1935 — гауптшарфюрер СС.
- С 30 июня 1936 — штандартеноберюнкер СС.
- С 20 апреля 1936 (по другим данным, с 1 июня 1935) — унтерштурмфюрер СС.
- С 1 июля 1936 — оберштурмфюрер СС.
- С 1 июля 1937 — гауптштурмфюрер СС.
- С 1 августа 1939 — штурмбаннфюрер СС.
- С 21 марта 1940 — гауптштурмфюрер войск СС (при переводе в войска СС был понижен в чине на одну ступень).
- С 1 декабря 1941 — штурмбаннфюрер войск СС.
- С 20 апреля 1942 — оберштурмбаннфюрер войск СС.
- С 1 июля 1943 — штандартенфюрер войск СС.
- С 30 января 1944 — оберфюрер войск СС.
- С 21 июня 1944 — бригадефюрер СС и генерал-майор войск СС.

### Должности
- В 1935 учился на курсах в юнкерской школе «Брауншвейг», затем преподавал в офицерской школе СС в Бад-Тёльце.
- В сентябре 1939 — командир 3-го эрзатц-батальона в полку «Фюрер».
- С октября 1940 служил в полку «Вестланд».
- С 12 декабря 1940 по 10 февраля 1941 — командир 3-го батальона полка СС «Нордланд».
- С 10 февраля 1941 по январь 1942 — командир 1-го батальона 7-го моторизованного полка СС в составе дивизии СС «Норд», воевал на северном участке советско-германского фронта.
- С декабря 1941 по март 1942 — командир 6-го пехотного полка СС.
- С марта по 1 июня 1942 — командир 7-го пехотного полка СС.
- С 1942 — командир эстонского легиона СС.
- С 22 марта по 1 мая 1943 — командир 11-й дивизии СС «Нордланд».
- С мая по 22 октября 1943 — командир эстонской добровольческой бригады СС, позднее ставшей (с 22 октября 1943 по 21 января 1944) 3-й добровольческой эстонской бригадой СС.
- С 24 января 1944 — командир 20-й гренадерской дивизии войск СС (1-й эстонской), в середине 1944 участвовал в боях под Нарвой.

## Награды
- Шеврон старого бойца
- Железный крест 2-го класса (4 июля 1941).
- Железный крест 1-го класса (15 сентября 1941)
- Крест свободы 3-го класса (Финляндия, 1 декабря 1941).
- Пехотно-штурмовой знак в бронзе (15 января 1942).
- Немецкий крест в золоте (30 мая 1942).
- Медаль «За зимнюю кампанию на Востоке 1941/42» (20 июля 1942).
- Крест свободы 2-го класса (Финляндия, 30 октября 1943).
- Упоминался в «Вермахтберихт» (9 марта 1944).
- Рыцарский крест Железного креста (8 марта 1945).
- Кольцо «Мёртвая голова»
- Почетная сабля рейхсфюрера СС